# Milorganita
Milorganita, en anglès: Milorganite és la marca registrada d'un fertilitzant biosòlid produït per l'empresa Milwaukee Metropolitan Sewerage District. Aquesta empresa recull aigües residuals de la zona metropolitana de Milwaukee, incloent la de les indústries locals. Aleshores aquesta aigua es tracta a la Jones Island Water Reclamation Facility a Milwaukee Wisconsin amb microbis que digereixen els nutrients que hi troben. L'aigua netejada es retorna al Llac Michigan. Els microbis resultants s'assequen a temperatures entre 900⁰-1200⁰F i queden sense cap patogen.
Aquesta milorganita es fa servir per fertilitzar la gespa. Aquest fertilitzant pràcticament no té sals i, per tant, mai "crema" les plantes fins i tot en les condicions de temperatura més altes. S'aplica cada 8-10 setmanes.
Conté principalment nitrogen orgànic d'alliberament lent, fòsfor enllaçat amb ferro i alumini i molta matèria orgànica. La milorganita es ven als Estats Units, Canadà i el Carib per a camps de golf, gespes de jardins i fertilitzant d'horts i jardins. Milorganite is sold throughout the United States, Canada, and the Caribbean as a golf course and home lawn and 
El nom de Milorganite és la contracció de la frase Milwaukee Organic Nitrogen,.
La recerca universitària va trobar que la seva aplicació sobre les plantes actua repel·lent certs animals com els cérvols.